# Liste der kubanischen Botschafter in Grenada
Die kubanische Botschaft befindet sich an der Lanse Aux Epines Main Road, St. George’s.

## Geschichte
Bis zur US-Invasion in Grenada befand sich die Botschaft in Morne Rouge.
| Ernannt / Akkreditiert | Name                               | Bemerkung                                    | ernannt während der Regierung von | akkreditiert während der Regierung von | Posten verlassen |
| ---------------------- | ---------------------------------- | -------------------------------------------- | --------------------------------- | -------------------------------------- | ---------------- |
| 14. Apr. 1979          | Julián Enrique Torres Rizo         | Geschäftsträger                              | Fidel Castro                      | Maurice Bishop                         | 3. Okt. 1979     |
| 16. Apr. 1979          | Ivan Cesar Martinez Montalve       | [ 1 ]                                        | Fidel Castro                      | Maurice Bishop                         | 3. Okt. 1979     |
| 3. Okt. 1979           | Julián Enrique Torres Rizo         |                                              | Fidel Castro                      | Maurice Bishop                         | 25. Okt. 1983    |
| 1999                   | Humberto Rivero Rosario            | Geschäftsträger                              | Fidel Castro                      | Keith Claudius Mitchell                | 3. Okt. 2002     |
| 3. Okt. 2002           | Humberto Rivero Rosario            | (* 1950)                                     | Fidel Castro                      | Keith Claudius Mitchell                | 10. Nov. 2005    |
| 10. Nov. 2005          | Victoria Margarita Delgado Ramírez | [ 3 ]                                        | Fidel Castro                      | Keith Claudius Mitchell                | 7. Nov. 2007     |
| 8. Okt. 2009           | Ángel Reigosa de la Cruz           | 2008: Zeremonienmeister                      | Raúl Castro                       | Tillman Thomas                         |                  |
| 8. Okt. 2013           | María Caridad Balaguer Labrada     | 2007: Gesandtschaftssekretärin in Montevideo | Raúl Castro                       | Tillman Thomas                         |                  |